# Skupina dobře vypadajících mužů
Skupina dobře vypadajících mužů (2010) je druhé album kapely Poletíme?. Obsahuje 12 autorských písniček Rudolfa Brančovského a dva videoklipy k písničkám na albu. Obal vytvořil Tomáš „Tupejž“ Vostrejž.
Písnička Když dva se opijí vyšla už na prvním albu skupiny Jednoduché písničky o složitém životě (2008), zde ji v nové aranaži hraje cimbálová skupina Púčik.
Album bylo uvedeno na koncertě v brněnském klubu Metro Music Bar 22. června 2010. Jako host vystoupilo duo Čokovoko. Pražský „křest“ se odehrál 9. listopadu 2010 na Dobešce, album uvedl David Vávra.

## Seznam písniček
1. Mařena – 3:06
2. Fousy – 2:21
3. SMSky – 2:55
4. Písnička pro Makrelu – 5:05
5. Hvězda padá – 2:14
6. Mám depresi rád – 4:07
7. Vlézt v les – 2:15
8. Sado maso – 3:39
9. Zlej chlapeček – 3:04
10. Amore é mare – 3:22
11. Duch – 4:55
12. Když dva se opijí – 3:35

## Nahráli
- Poletíme?
  - Rudolf Brančovský – zpěv, banjo, ukulele
  - Vojtěch Konečný – housle, zpěv
  - Jáchym Hájek – trubka, zpěv
  - Ondřej Hájek – klavír, akordeon
  - Honza Beran – basová kytara, zpěv
  - Daniel Kačer Černý – bicí, tympány, zpěv
- hosté
  - Pavel „Kulička“ Všianský – heligón
  - David „Káďa“ Kadlec – pozoun
  - Martin „Švorcák“ Škrobák – tenorové banjo
  - Veronika „Pumička“ Pacáková – „ano“ a „no a?“ (8)
  - Jiří „Topol“ Novotný – zpěv, pískání
  - Cimbálová skupina Púčik ve složení
    - Vojtěch Konečný – housle
    - Anežka Konečná – housle
    - Jan Tarabus – cimbál
    - Eduard Biskup – viola
    - Andrej Malinič – kontrabas

## Videoklipy
Na disku jsou na datové stopě také dva videoklipy k písničkám Hvězda padá a Mám depresi rád, které natočili a sestříhali Jáchym Hájek a Rudolf Brančovský. Hraje v nich skupina Poletíme?, Kristýna „Nika“ Trojanová a další.